# SN 386
SN 386 est le nom donné à un événement astronomique observé par des astronomes chinois en l'an 386 et recensé à l'époque sous le terme générique d'« étoile invitée » et aujourd'hui considéré comme étant une possible supernova. Si l'existence de l'événement ne fait pas de doute, sa nature exacte (nova ou supernova) est sujette à débat, en raison de la difficulté d'interprétation du seul témoignage écrit relatant l'observation du phénomène, et en particulier au niveau de la localisation de celui-ci sur la sphère céleste. Dans l'hypothèse où cet événement serait effectivement une supernova, il s'agirait de la seconde supernova historique la plus ancienne après celle de l'an 185 (SN 185). Elle précède de seulement sept ans une autre supernova, bien plus avérée, SN 393.

## Témoignage historique
Seuls deux témoignages historiques écrits relatant l'observation d'une étoile invitée en 386 sont parvenus jusqu'à nous. Ils se trouvent dans les parties dédiées à l'astronomie du Songshu (chapitre 25) et du Jinshu (chapitre 13). La partie astronomique du témoignage est identique sur ces deux ouvrages. Elle indique :
«  Onzième année de la période Taiyuan de l'empereur Xiaowu, au troisième mois lunaire, une étoile invitée est apparue à Nandou. Elle a persisté jusqu'au sixième mois lunaire, où elle a disparu.  »
À la suite de ce descriptif figure l'interprétation astrologique faite de l'événement, comme de coutume dans le monde chinois de l'époque. Les dates indiquées correspondent, sur le calendrier grégorien, à l'an 386. Le troisième mois lunaire correspond à l'intervalle 15 avril-13 mai, et le sixième mois lunaire à 13 juillet-10 août.

## Interprétation
Le témoignage fait référence à un phénomène céleste fixe et de longue durée. Il s'agit certainement d'une nova ou d'une supernova, mais le témoignage ne permet pas facilement de trancher entre ces deux hypothèses. La période de visibilité ne donne que les mois lunaires et non les jours précis. L'astre est donc resté visible pendant une durée allant de 60 à 115 jours, selon les jours exacts de première et dernière visibilité. La partie basse de la période de visibilité est typique d'une nova, alors que la partie haute est plus caractéristique d'une supernova.
Le terme de Nandou se réfère à deux entités distinctes : une loge lunaire, c'est-à-dire une bande d'ascension droite dont la largeur fait environ 26 degrés, et un astérisme de taille bien plus restreinte, situé en partie dans la loge lunaire (et la loge adjacente située immédiatement à sa droite, Ji), au niveau de l'actuelle constellation occidentale du Sagittaire. Le terme de l'astérisme a une forme de louche, un peu à l'image du grand chariot de la Grande Ourse, le terme Nandou (louche méridionale) étant directement inspiré du terme Beidou (louche boréale) qui désigne ce dernier.
Le témoignage ne précise hélas pas si le terme Nandou se réfère à la loge lunaire ou l'astérisme. Dans le premier cas, la latitude galactique de l'évènement est non déterminée, mais a une grande probabilité d'être élevée. Dans ce cas, l'évènement se réfère certainement à une nova, les supernovae étant confinées à la proximité du plan galactique (c'est-à-dire aux faibles latitudes galactiques). Si le terme Nandou se réfère à l'astérisme, alors la grande proximité de ce dernier, en particulier son extrémité nord, avec le plan galactique plaide pour une possible supernova.
Il reste difficile de discriminer entre ces deux hypothèses. Par exemple, le Songshu et le Jinshu mentionnent de nombreux passages de comète. Sur la période s'étalant de 265 à 349, la mention de l'apparition stipule systématiquement la loge lunaire, mais pas l'astérisme précis où la comète a été vue. Par contre, de 402 à 419, c'est l'astérisme et non la loge lunaire qui est mentionné. L'an 386 étant entre ces deux périodes, il est difficile de savoir quelle était la coutume de l'époque (loge ou astérisme). Le texte mentionne également que l'astre est apparu à (« zai » dans le texte) Nandou, terme qui n'est hélas pas spécialement explicite. À l'inverse, sept ans plus tard pour SN 393, l'événement d'alors est décrit comme s'étant produit dans Wei, une loge lunaire qui correspond également à un astérisme. Le terme dans indique ici de façon plus convaincante que l'on se réfère à l'astérisme et non la loge lunaire. Ce terme n'est malheureusement pas utilisé pour le témoignage de l'an 386, et rend son interprétation plus incertaine.

## Recherche du rémanent éventuel
La proposition que cet événement corresponde à une supernova a été faite la première fois en 1977 par David H. Clark et F. Richard Stephenson. Pour étayer cette proposition, ils avaient identifié le possible rémanent de cette supernova comme étant SNR G011.2-00.3. Ce rémanent situé à proximité immédiate de la dernière étoile de Nandou (μ Sgr) était en fait à l'époque le seul connu dans la région de l'astérisme Nandou, et présentait diverses caractéristiques attestant d'un âge jeune. Depuis, plusieurs autres rémanents ont été identifiés comme pouvant être issus d'une explosion d'il y a un peu plus de 1 600 ans : SNR G013.3-01.3, SNR G008.7-05.0, SNR G007.7-05.0.
Parmi ces quatre rémanents, c'est le premier nommé qui a été l'objet du plus d'attention. Il s'agit en effet du plus petit en termes de taille angulaire et de celui possédant la plus grande brillance de surface parmi ceux de cette région du ciel, autant de caractéristiques attestant d'un objet jeune. Sa structure ne présente pas de bord marqué, attestant qu'il est encore dans la phase dite d'expansion libre et qu'il n'est probablement pas encore entré dans la phase de Sedov-Taylor (voir Rémanent de supernova — Formation et évolution des rémanents), autre caractéristique d'un objet jeune, sans que cela puisse donner une fourchette précise de son âge. Sa distance est relativement bien estimée (5 kpc), ce qui implique que sa vitesse d'expansion devrait être de l'ordre de 2 000 km/s s'il date de 386, valeur plutôt basse, mais réaliste pour un rémanent. Si d'aventure cette valeur était plus basse que la valeur réelle d'expansion de ce rémanent, cela impliquerait qu'il correspond à une autre supernova, semble-t-il non référencée et postérieure à 386. Cette hypothèse n'est d'ailleurs pas irréaliste, car la distance de ce rémanent est suffisante pour expliquer qu'il puisse ne pas avoir été notablement visible à l'œil nu lors de son explosion. Un indice susceptible de corroborer l'association entre ce rémanent et l'événement est son observation dans le domaine des rayons X, qui conforte une vitesse du choc de l'ordre de 1 400 km/s. De plus, un pulsar, PSR J1811-1925, a été découvert en 1997 au centre de ce rémanent, et son âge caractéristique ainsi que sa période de rotation (65 millisecondes) attestent qu'il s'agit de son jeune âge.
Les autres rémanents ne présentent tant s'en faut pas de caractéristiques aussi pertinentes pour pouvoir être associés à une explosion de supernova vieille de 1 600 ans. Par exemple, SNR G013.3-01.3 possède une vitesse d'expansion lente, une taille physique importante et une taille trop irrégulière pour faire un rémanent aussi jeune. Quant à SNR G008.7-05.0 et SNR G007.7-05.0, leur haute latitude galactique suggère qu'il s'agit d'objets relativement proches. Leur magnitude apparente lors de l'explosion devrait dans ce cas avoir été suffisamment basse, ce qui semble incompatible avec la durée d'observation relativement courte du phénomène (moins de quatre mois), d'autant que la période de dernière visibilité de l'astre au moment de l'explosion correspondait à des conditions d'observation favorables (elle n'a donc pas été empêchée par la trop grande proximité avec le soleil, par exemple). Ces deux rémanents, dans l'hypothèse où ils sont effectivement proches, peuvent cependant correspondre à des rémanents relativement jeunes, si tant est que leur vitesse d'expansion est suffisamment grande.
Pour toutes ces raisons, c'est donc bien SNR G011.2-00.3 qui est considéré comme le probable rémanent de SN 386, si tant est que c'est effectivement une supernova qui a été observée cette année-là. Si tel n'est pas le cas, ce rémanent semble avoir de fortes chances d'être associé à une supernova plus récente plutôt que plus ancienne que l'an 386.

## Référence
- (en) Francis Richard Stephenson et David A. Green, Historical supernovae and their remnants, Oxford, Oxford University Press, 2002, 252 p. (ISBN 0198507666), page 179 à 184.